# KAS Eupen
Königliche Allgemeine Sportvereinigung Eupen – belgijski klub piłkarski z miasta Eupen, które znajduje się w Niemieckojęzycznej Wspólnocie Belgii.
Został utworzony w 1945 roku. Największym osiągnięciem drużyny był awans do Eerste klasse w sezonie 2010/2011, do której awansowała po raz pierwszy w swej historii. Po jednym sezonie drużyna powróciła do drugiego poziomu rozgrywkowego.

## Sukcesy
- Eerste klasse B

wicemistrzostwo (3): 2002/03, 2013/14, 2015/16
- Nationaal 1

mistrzostwo (3): 1969/70, 1975/76, 2001/02
- IV liga

mistrzostwo (2): 1968/69, 1983/84
wicemistrzostwo (2): 1967/68, 1994/95

## Skład na sezon 2021/2022
| Nr | Poz. | Piłkarz                |
| -- | ---- | ---------------------- |
| 5  | OB   | Jordi Amat             |
| 6  | OB   | Benoît Poulain         |
| 7  | NA   | Julien Ngoy            |
| 8  | PO   | Stef Peeters           |
| 9  | NA   | Smail Prevljak         |
| 11 | NA   | Konan N'Dri            |
| 13 | PO   | Sibiry Keita           |
| 14 | PO   | Jérôme Déom            |
| 15 | OB   | Gary Magnée            |
| 17 | NA   | Carlos Embaló          |
| 18 | PO   | Amadou Keita           |
| 19 | NA   | Leandro Rocha          |
| 20 | PO   | Tyreek Magee           |
| 21 | PO   | Mohammed Amine Essahel |
| 22 | OB   | Emmanuel Agbadou       |

| Nr | Poz. | Piłkarz              |
| -- | ---- | -------------------- |
| 23 | OB   | Anas Nanah           |
| 24 | OB   | Silas Gnaka          |
| 25 | OB   | Emmanuel Sowah Adjei |
| 26 | PO   | Jens Cools           |
| 28 | OB   | Jonathan Heris       |
| 29 | PO   | Isaac Nuhu           |
| 30 | BR   | Robin Himmelmann     |
| 31 | BR   | Julian Renner        |
| 32 | OB   | Andreas Beck         |
| 33 | BR   | Abdul Nurudeen       |
| 35 | OB   | Boris Lambert        |
| 39 | PO   | Edo Kayembe          |
| 70 | PO   | Pierre Akono         |
| 77 | NA   | Mamadou Koné         |
| 99 | BR   | Tom Roufosse         |